# Appelgrauwe rog
De appelgrauwe rog (Leucoraja leucosticta) is een vissensoort uit de familie van de Rajidae. De wetenschappelijke naam van de soort is voor het eerst geldig gepubliceerd in 1971 door Stehmann.